# 宮﨑徹
宮﨑 徹（みやざき とおる、1962年3月 - ）は、日本の内科医、医学者、免疫学者。元・東京大学大学院医学系研究科・医学部教授。一般社団法人AIM医学研究所代表。

## 来歴
1962年、長崎県島原市生まれ。実家は宮崎温仙堂商店。
鹿児島県のラ・サール高等学校を卒業後、東京大学理科三類に入学。実家が薬問屋で自身は長男ということもあり、元々は医師を目指していたわけではなく、家業を継ぐものと考えていた。そのため、薬学部を目指して東京大学理科二類の受験を志望していたが、3年次の秋に父親から「理科三類を受けて医学部に進め」と突然言われ、理由を尋ねても答えてもらえなかったという。頑として譲らなかった父親に宮﨑が折れる形で出願先を変え、三類に合格した。医師になりたいとは思っていなかったため、医学部の授業は宮﨑にとって面白いものではなく、出席しないことも多かった。一方で趣味の音楽に熱を注ぎ、指揮者に憧れ小澤征爾に直接電話をして弟子入りを願ったこともあった。3年次の夏休みの1か月間、新潟大学の藤田恒夫のもとで研修を受けたことで基礎医学に興味を持ち、しかし東大に戻ると臨床実習が始まり、臨床医学へと気持ちが傾いた。
1986年に東京大学医学部医学科を卒業。東京大学医学部附属病院の内科、公立昭和病院の内科および救命救急科で研修医として働き、腎臓病や自己免疫疾患など「治せない病気」の多さに直面した。その経験から一度臨床の場を離れ、免疫学の基礎研究に取り組もうと、遺伝子改変技術において先進的な存在であった熊本大学の山村研一のもとで自己免疫性糖尿病の研究に励んだ。この研究の成果が集まったと判断した山村から論文の作成を指示され、山村研究室で多くの研究者が引き継いできた成果を論文としてまとめる筆頭著者として初の論文を執筆した。1990年、宮﨑が初めて執筆したこの論文は『ネイチャー』に掲載された。その後も研究を続け、『米国科学アカデミー紀要（PNAS）』にも論文を発表し、より本格的な基礎研究のため海外への留学を志すようになった。
山村の推薦もあり、1992年7月からフランス・ストラスブールのルイ・パスツール大学のダイアン・マティスのもと、博士研究員（ポスドク）として留学。事前に留学生として受け入れてほしい旨の手紙を送っていたが、マティスはネイチャーに掲載された論文を読んで宮﨑の名を知っており、「Yes, I know you. Come! Diane」とだけ書かれた了承の返事がすぐに届いた。マティスから与えられた研究テーマは、免疫で重要なはたらきを担うT細胞が成熟する過程でどのように選別されていくのかというものであった。これをテーマに3年間研究し、生体はHLA-DMという分子のはたらきにより、役に立つT細胞だけを効率よく選別していることを究明した。免疫学において重要なテーマであったため競争も激しかったが、1996年の春に『セル』と『サイエンス』に筆頭著者として論文を発表。当時の科学界では『ネイチャー』『PNAS』『セル』『サイエンス』の4大ジャーナルに筆頭著者として論文が掲載されることが「グランドスラム」とされており、宮﨑はこれを達成した。
1995年の秋からはスイスのバーゼル免疫学研究所に主任研究員として招かれ、免疫学の研究に従事。この研究所は、バーゼルに本社を置く製薬会社ロシュが100%出資していたが、運営は完全に独立しており、30代から40代の免疫学者を40名ほど集めてそれぞれに研究室を持たせ、研究費は全額を研究所が負担し、研究対象も免疫学に関することであれば何をしてもよいという非常に恵まれた環境であった。1987年にノーベル生理学・医学賞を受賞した利根川進がかつて在籍しており、宮﨑に与えられた研究室は利根川が使用していた部屋で、利根川が使っていた実験道具なども残されていた。ここで宮﨑が最初に取り組んだのは、HLA-DMと似た分子を探し、それがT細胞の活性化などに関わっているかを調べることであった。あらゆる遺伝子の塩基配列情報が登録されたデータベースなど存在していない時代であり、特定の分子を見つけるには地道な作業を続けるしかなかった。半年ほどこの作業を続けて4つの分子を見つけたが、そのうち3つは塩基配列がHLA-DMに似た既知の分子であった。残りのひとつはそれまで発見されていなかったものであったが、HLA-DMとは明らかに異なるものであり、これを調べてみると、血液中に多く存在するがHLA-DMとは無関係なタンパク質で、マクロファージを長生きさせるらしいということがわかり、AIMと名づけたが、AIMを持たないノックアウトマウスを作成して様々な実験を行ったものの、マクロファージが死ににくくなる以外のことはわからず、そのはたらきについては不明なままであった。1999年にロシュの会長であったパウル・ザッハーが死去すると経営陣の方針が変わり、同社にとって不採算事業であったバーゼル免疫学研究所は2000年に閉鎖されることが決定した。このことはザッハーが病床にあった1998年末頃から宮﨑らすべての研究員に伝えられており、新たな研究拠点を探す必要があった。
この時点で日本への帰国は考えておらず、アメリカで新たな拠点を探したところ、テキサス大学から好条件のオファーがあり、2000年6月に渡米し免疫学准教授となった。スタートアップのため大学から5,000万円ほどの研究費が与えられた他、1年目に若年性糖尿病研究財団やアメリカ肝臓財団など、2年目にはアメリカ国立衛生研究所からも研究費を得られ、体制を整えることができた。しかし確たる成果は得られないが、何かが宮﨑の中で引っかかるという状況が続き、1999年の論文発表以降AIMに関心を持ち研究を始めた者も多数おり、AIMを持たないノックアウトマウスの提供や情報交換も行っていたが、成果が得られない状況は同じで、そのうち宮﨑以外の研究者たちはAIMから離れていった。あるとき、マイクロアレイによる動脈硬化症に関する実験結果についての論文を読んでいたところ、実験で使われた遺伝子の一覧の中にAIMがあったことに目が留まった。また、同じくテキサス大学で教鞭を執っていたマイケル・ブラウンやジョーゼフ・ゴールドスタインとの立ち話からもきっかけを得て、動脈硬化を起こすよう遺伝子改変されたマウスを大学から入手し、東大農学部から大学院生として宮﨑のもとに来ていた新井郷子（現・AIM医学研究所副所長）とともに様々な実験を行い、マクロファージを長生きさせるAIMの性質が動脈硬化においてはむしろ悪化させてしまうことが2004年にわかり、翌年に新井を筆頭著者として『セル・メタボリズム』に論文を発表した。実験に用いるマウスは無菌状態で育てられるため、基本的には健康体であり、人為的に不健康にしたマウスとは大きく異なり、また実験に使うまでに何らかの病気になってしまう個体もいる。この生体が健康か不健康かの差が、長年感じていた違和感の原因であったと気がついた。
2006年6月、東京大学の教授に就任。テキサス大学での6年間を振り返り、論文はいくつか発表していたものの、AIMに関するものは最後の1本のみであり、しかし研究費を得られていたのは最後まで成果の出ていなかったAIMに対してであったことなどから、「もし日本で研究していたら、間違いなく研究費は得られず、AIMの研究から撤退せざるを得なくなっていただろう」と述懐しており、論文という成果が出た後に研究費がもらえる日本の体質を「重要な研究を芽が出ないうちに潰してしまっているかもしれない」と危惧している。また、何かの専門家として認知されると仕事がしやすくなる一方で、自然とその専門分野の観点からしかものが見えなくなり、免疫学の知見や常識に捉われていた結果、AIMのはたらきがわからなかった「専門性の弊害」も強く感じた。古巣への復帰は当初から望んでいたわけではなく、2004年にビザの更新のため一時帰国していた際に、東大病院内科時代の先輩である永井良三のもとへ挨拶に行くと、「今度、医学部に疾患生命工学センターという新たな組織を立ち上げるので、そこの教授にならないか」と誘いがあり、当時はテキサス大学の環境が恵まれていたことや、自分にその立場はまだ早いという思いから一度は断ったものの、永井の強い勧めもあり面接を受けることとなり、後に「決まった」と連絡を受けてしまった。テキサス大学での研究が途中であったため、正式な異動は2006年まで待ってもらうこととなった。復帰に際し「15年ぶりに日本に戻るのだから、研究室の立ち上げを記念して何かイベントをやろう」と考え、宮﨑が好んで聴いていたピアニストであり、ヨーロッパ時代に何度もコンサートに足を運んでいたクリスティアン・ツィメルマンを招こうと模索し、帰国の前年からツィメルマンの日本でのマネジメント会社と連絡を取り準備を整え、安田講堂でコンサートとディスカッションが行われた。
ルイ・パスツール大学に留学して以降、海外で15年に渡る研究生活を送ったが、かつて研修医時代に直面した「治せない病気」に対する状況は変わっていないか、アルツハイマー病などもそこに加わってきており、患者の数はむしろ増えていた。これらに何か共通点があって患者が増えているのではないかと考えを巡らせていたところ、腎臓病、自己免疫疾患、アルツハイマー病などの病気は外部から病原体が侵入して起こるものではなく、体内で発生したゴミが蓄積した結果として発症するということに気がついた。2006年に日本に戻ってからほどなく、当時CSKの副社長であった有賀貞一と話をする機会があり、宮﨑の考えに興味を持った有賀から「先生がおっしゃるゴミなんて太古から発生していたはずでしょう。ゴミが溜まって病気になるのなら、科学的な治療法などなかった時代を生存できなかったでしょう。だから、体には元々ゴミを掃除する力があるんじゃないですか?」とあり、これはもっともなことで、現代ではゴミが溜まるスピードが掃除のスピードを上回っているだけで、体内のゴミ掃除の能力を強化することができれば「治せない病気」は治せるはず、と考えた。これも宮﨑がかつて経験した「専門性の弊害」であり、医学の専門家ではない経済人の言葉から「元々備わっているゴミ掃除の機能を明らかにすればよい」と考え直した。その後、テキサス大学での動脈硬化に関する研究の経験から、AIMは免疫ではなく脂質や代謝系の病気と関連があるのではと考え、肥満との関連を調べ始めた。AIMを持たないノックアウトマウスを用いた実験で、AIMが抗肥満作用を持つことが実証できたが、その理由まではわからなかった。2008年、研究室にいた学生がAIMとは別のテーマで脂肪細胞を培養しており、それを目にして何気なく「脂肪細胞にAIMを振りかけてみて」と頼むと、数日後にその学生が「脂肪細胞がドロドロに溶けています」と報告に来た。これが転機となり半年ほど実験を重ね、脂肪細胞に溜まった余分な脂肪を取り除くというAIMの新たなはたらきを明らかにし、2010年に『セル・メタボリズム』に論文が掲載された。2013年には、AIMと肥満に関する別の論文を『Cell Reports』で発表した。さらに研究を続け、脂肪肝が悪化して起こる肝癌をAIMで抑制できることも明らかにした。また、香川大学医学部で講演を行った際に、腎臓の研究者と知り合ったことがきっかけで腎臓病の研究にも取り組み、通常のマウスとAIMを持たないノックアウトマウスを用いた研究から、腎臓病に対しても効果があることを確認し『ネイチャー メディシン』や『Scientific Reports』に論文を発表。こうして、様々な病気に対してAIMが有効であることを明らかにし、多くの「治せない病気」の治療につながり得ることを示していった。
あるとき、ヒトやマウス以外のAIMはどうなっているのかと疑問を持ったことがあり、新井の同期であった獣医師からイヌやネコなどいくつかの動物の血液を譲り受け、ウェスタン・ブロット法で調べてみたが、他の動物ではヒトやマウスのように反応がある中で、ネコだけがまったく反応を示さなかったため、「ネコにAIMはないのか」と認識していた。2013年4月にAIMについての講演を行った際にそのことに軽く触れ、講演後に多くの参加者から質問を受けていると、その中にいた獣医師の小林元郎は「ネコにAIMはない」というコメントに驚いており、「ネコは腎臓病がとても多く、ほとんどのネコは腎臓病でなくなるのですが、その理由がわからず、治療法もないのです」という話になり、ヒトの腎臓病を研究していた宮﨑と意気投合し、協力することとなった。ちょうどこのタイミングで獣医学部を卒業した大学院生が研究室に加わったこともあり、ネコに関する研究を進めると、ネコにはAIMがないのではなく、むしろヒトやマウスより高濃度で持っているが、IgM五量体から離れにくいことがわかった。さらに遺伝子組み換えにより「ネコ型のAIMを持つマウス」を作って腎臓病にさせる実験を行うと、AIMはIgMから離れないこと、このマウスに正常なマウスのAIMを注射すると症状が改善することがわかり、2016年に『Scientific Reports』で発表。後に、これはイエネコに限らずほとんどのネコ科の動物に共通していることもわかった。またこの間、小林から紹介された獣医学界の各所と協力により、実際の腎臓病のネコの個体にAIMを投与する実験も始めており、2016年1月、末期の腎不全で余命1週間ほどと診断されていた15歳のネコにAIMを注射したところ、症状が劇的に改善したと入院先の獣医師から連絡を受けた。腎臓はほとんど死んでいる状態であり、死んだ細胞が生き返ることはなく、腎臓が機能しなくなったため血液中に溜まったゴミ（尿毒素）がAIMの投与で掃除された結果であった。その後1か月から3か月の間隔でAIMの投与を続け、このネコは最初の投与から1年以上生きたが、他の個体にも同様の投与実験を行っていたこともあり、研究室で精製できるAIMの量には労力的にも費用的にも限界があった。
AIMでネコ用の薬を作りたいという宮﨑らの思いは共通していたが、化学合成で作れる一般的な薬とは異なり、タンパク質製剤であるAIMは製剤工程が複雑でコストも非常に高い。複数の製薬会社に話を持ちかけたが、引き受けてはもらえなかった。自ら起業することも難しく、投資会社と組んで出資者を募ろうともしたが、双方が納得するには至らなかった。しばらくの後、企業の創業者らが各界から講師を招いている勉強会でAIMの講演を行う機会があり、これに参加していたある企業の会長が特に強く関心を持ち、幾度か会って話を重ね、その企業がすべての資金を出資し、ネコ用の薬を作るためのベンチャー企業を立ち上げることが決まった。このベンチャー企業を中心としてネコ用の薬の開発を進め、2020年初旬には治験の準備段階まで辿り着いていたが、同じタイミングでコロナ禍に見舞われ、6月にはスポンサー企業が支援を続けられなくなるなど資金不足に陥り、ネコ用の薬の研究開発は難航。2021年7月に時事通信社がその状況を報じると、宮﨑を支援しようという愛猫家たちの動きがSNSで拡散され、東京大学が設置した基金にはわずか数週間で2億円近く、2022年1月の受付終了時には2億8,000万円を超える寄付があった。資金面の目途が立ったこと、また「東大は恵まれた環境で、基礎研究は非常にやりやすいが、創薬という結果を早く出すのは難しい」という思いから東京大学を退職し、同年4月に一般社団法人AIM医学研究所を設立。東京大学の研究室の准教授や研究員ら20人全員がそのまま移籍する形となった。
2023年にはネコ用治療薬の効果の確認が完了し、8月に治験や承認に向けた会社を設立。またヒトの関節リウマチの症状を改善させる効果も明らかにし、11月に『ジャーナル・オブ・オートイミュニティ』で発表した。

## AIM
スイスのバーゼル免疫学研究所時代に宮﨑が偶然に発見。マクロファージを長生きさせるらしいということからAIM（Apoptosis Inhibitor of Macrophage）と命名し、1999年に『ジャーナル・オブ・イクスペリメンタル・メディスン』で論文を発表した。
アミノ酸が団子状に3つ連なったような構造をしており、血液中に多く存在する。これが体内でどのように機能しているのか突き止めたのは、テキサス大学時代、学内でたまたま会ったジョーゼフ・ゴールドスタインやマイケル・ブラウンとの会話からきっかけを得た。ヒトでは男性よりも女性の方が血中濃度が高く、加齢によって減少することもわかっている。また、AIMを持つのは哺乳類のみである。
様々な病気に対してAIMが効果を発揮するのは、根本的なメカニズムが共通しているためである。腎臓病であれば死んだ細胞、肝癌であれば癌細胞、肥満であれば余分な脂肪といったゴミが溜まってしまうのがその原因であるが、生体内にはそれらを食べてゴミ掃除の役目を果たす貪食細胞であるマクロファージが存在している。AIMはゴミに貼りつくことでゴミの存在をマクロファージに知らせ、マクロファージに食べさせてゴミの掃除を促す役目を担っている。AIMはゴミだけに貼りつくため、マクロファージが正常な細胞まで傷つけてしまうこともない。通常はIgM五量体と結合して存在しているが、ゴミを発見するとIgMから分離する。IgM五量体はサイズが大きいため糸球体濾過膜を越えて排泄されてしまうこともなく、分離すればAIM自体は小さなタンパク質であるため、自由に移動してゴミに貼りつくことができる。宮﨑はこれを航空母艦と艦上戦闘機に例えており、平時は待機しているが有事になると緊急発進して目標（ゴミ）に向かっていく。任務を果たすと自身もマクロファージに食べられるため帰投することはないが、戦闘機であるAIMは体内で作り続けられるため、すぐに補充される。また、IgM五量体は従来は五角形であると考えられていたが（免疫学の教科書にもそう記されていた）、実のところは六角形であり、空いているスペースにAIMが結合していた。そしてAIMがIgM五量体との結合に使っている部分が、ゴミに貼りつく際にも使われる部分であった。これらは、2018年に『サイエンス・アドヴァンシズ』で発表された。
先述の動脈硬化はLDLコレステロールが血管壁に沈着することで発症するが、LDLコレステロールを食べて泡沫化したマクロファージをAIMが長生きさせることでLDLコレステロールを溜め込んでしまい、動脈硬化を悪化させる原因となっていた。
マウスやネコで実験を重ねた限りでは、AIM自体の副作用は確認されていない。人工的に合成した物質ではなく生体内に元々存在しているタンパク質であることと、ゴミ掃除に使われなかった分は短期間で尿として排泄されるため、体内に蓄積されないことがその理由と考えられる。2018年5月には、ドリアンに含まれる物質にAIMを活性化させIgMから外す作用があることがわかり、11月にその成分を同定した。
ネコ科の動物もAIMを持っているが、先天的にうまく機能していない状態である。IgMと結合する部分のアミノ酸配列が他の動物とは大きく異なっており、結びつきが強すぎて分離することができず、その結果、ゴミが溜まっていって病気を引き起こしてしまう。
ネコの腎臓病治療薬の承認を2026年に目指しており、その先には人間の腎臓病治療薬の開発や他の病気治療への応用も視野に入れており、人間の場合は腎臓病が進行した状態であっても人工透析を行う必要をなくすことを目標としている。ネコ用の薬は当面は日本でのみ使えるようにしたいと述べており、ドリアン由来のAIMを活性化させる成分を配合したキャットフードはすでに商品化が実現している。

## 著書
- 『猫が30歳まで生きる日 治せなかった病気に打ち克つタンパク質「AIM」の発見』（2021年8月、時事通信社）ISBN 978-4788717558
- 『科学のカタチ』（2022年8月、時事通信社、養老孟司との共著）ISBN 978-4788718500